# Kate Rusby
Pour les articles homonymes, voir Rusby.
 (avril 2025).
La mise en forme du texte ne suit pas les recommandations de Wikipédia : il faut le « wikifier ».
Les points d'amélioration suivants sont les cas les plus fréquents :
- Les titres sont pré-formatés par le logiciel. Ils ne sont ni en capitales, ni en gras.
- Le texte ne doit pas être écrit en capitales (les noms de famille non plus), ni en gras, ni en italique, ni en « petit »…
- Le gras n'est utilisé que pour surligner le titre de l'article dans l'introduction, une seule fois.
- L'italique est rarement utilisé : mots en langue étrangère, titres d'œuvres, noms de bateaux, etc.
- Les citations ne sont pas en italique mais en corps de texte normal. Elles sont entourées par des guillemets français : « et ».
- Les listes à puces sont à éviter, des paragraphes rédigés étant largement préférés. Les tableaux sont à réserver à la présentation de données structurées (résultats, etc.).
- Les appels de note de bas de page (petits chiffres en exposant, introduits par l'outil «  Source ») sont à placer entre la fin de phrase et le point final[comme ça].
- Les liens internes (vers d'autres articles de Wikipédia) sont à choisir avec parcimonie. Créez des liens vers des articles approfondissant le sujet. Les termes génériques sans rapport avec le sujet sont à éviter, ainsi que les répétitions de liens vers un même terme.
- Les liens externes sont à placer uniquement dans une section « Liens externes », à la fin de l'article. Ces liens sont à choisir avec parcimonie suivant les règles définies. Si un lien sert de source à l'article, son insertion dans le texte est à faire par les notes de bas de page.
- La présentation des références doit suivre les conventions bibliographiques. Il est recommandé d'utiliser les modèles {{Ouvrage}}, {{Chapitre}}, {{Article}}, {{Lien web}} et/ou {{Bibliographie}}. Le mode d'édition visuel peut mettre en forme automatiquement les références.
- Insérer une infobox (cadre d'informations à droite) n'est pas obligatoire pour parachever la mise en page.

Pour une aide détaillée, merci de consulter Aide:Wikification.
Si vous pensez que ces points ont été résolus, vous pouvez retirer ce bandeau et améliorer la mise en forme d'un autre article.
Kate Anna Rusby (née le 4 décembre 1973 à Sheffield, Angleterre), est une chanteuse de chansons folkloriques anglaises et une autrice-compositrice de Penistone, dans le Yorkshire du Sud. Parfois connue comme The Barnsley Nightingale (le Rossignol Barnsley), elle est considérée comme l'une des chanteuses de chansons folkloriques anglaises la plus célèbre actuellement. En 2001, The Guardian l'a décrite comme « une superstar de la scène acoustique britannique ». En 2007, le site Web de BBC l'a décrite comme « la première dame des jeunes folkies ». Elle est une des rares chanteuse de chansons folkloriques à avoir été nommée pour le prix The Mercury.

## Carrière
Rusby est née dans une famille de musiciens. Adolescente, après avoir appris à jouer de la guitare, du violon et du piano, ainsi que chanter, elle a joué dans de nombreux festivals folkloriques locaux, avant de rejoindre (et de devenir la chanteuse de) la bande de toutes les femmes-folk celtique The Poozies (en). La première sortie de son album date de 1995. Une collaboration avec son amie et collègue chanteuse folk Kathryn Roberts a été tout simplement intitulée Kate Rusby & Kathryn Roberts.

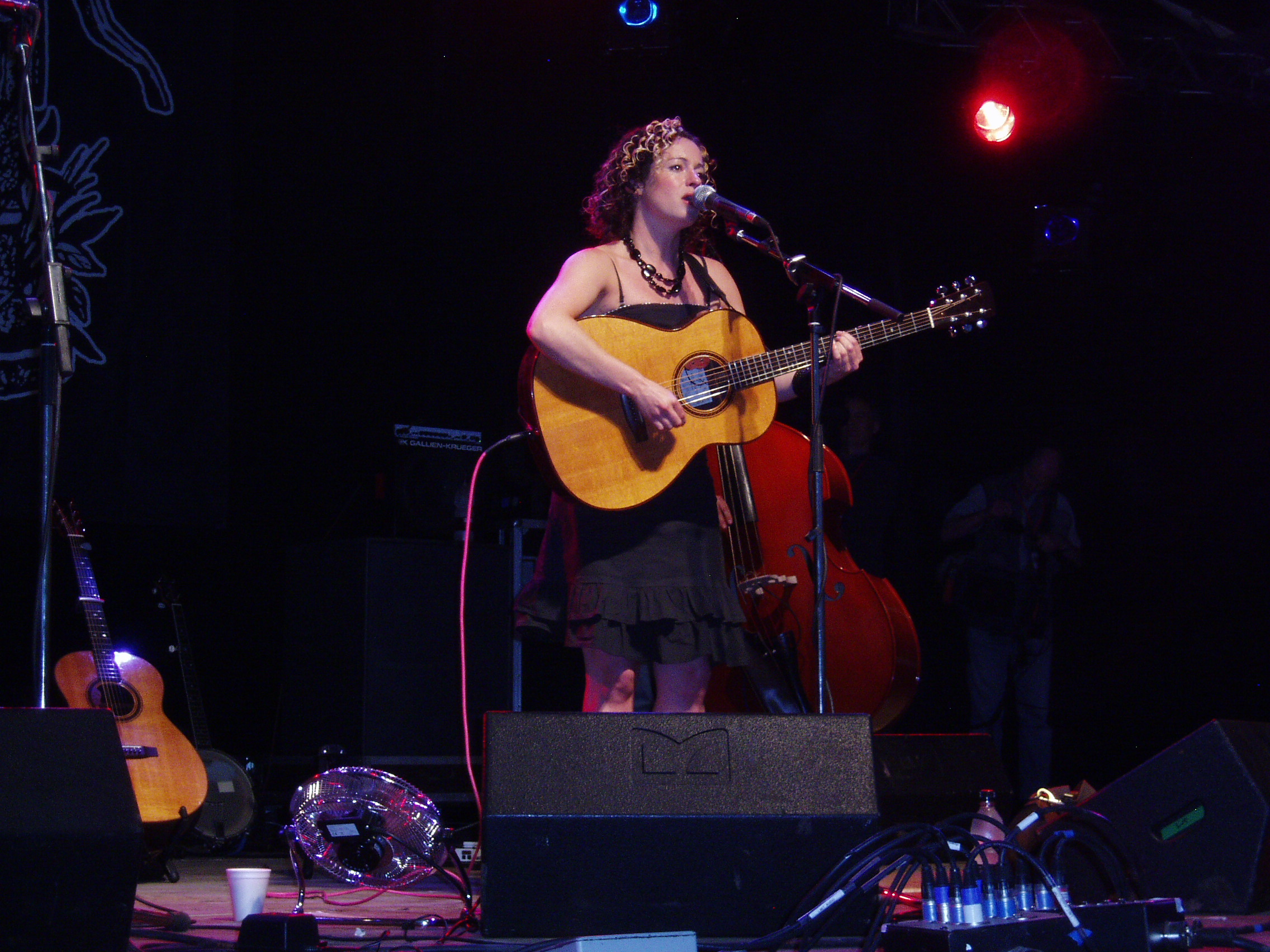
Kate Rusby au "Trowbridge Village Pump Festival" en 2007.

En 1997, avec l'aide de sa famille, elle enregistre et sort son premier album solo, Hourglass. Depuis, elle continue de recevoir des éloges dans son pays d'origine et à l'étranger, et sa famille continue de lui venir en aide sur tous les aspects de sa carrière professionnelle.
Kate a également été membre du groupe folk Equation, avant d'être remplacée par Cara Dillon.
La chanson inédite Wandering Soul ou me errante en français a été la contribution de Kate à la bande originale de Billy Connolly's World Tour of New Zealand , une série en huit parties de documentaires télévisés de la BBC diffusés à l'origine en novembre 2004.
Une collaboration avec Ronan Keating va donner à Kate Rusby le vent en poupe au Royaume-Uni, leur duo All Over Again atteint un sommet en juin 2006. Elle a également apporté une contribution importante au premier album solo réussi de Roddy Woomble, le chanteur de  Idlewild. Dans la même année, sa  reprise de The Kinks Le Village Green Preservation Society a été utilisée comme thème musical de la BBC One télévision sitcom Jam & Jerusalem. Kate a écrit plusieurs nouvelles chansons pour la nouvelle série de Jam & Jerusalem et est responsable de la musique du spectacle.
Lancé en 2007 Cambridge Folk Festival, l'album Awkward Annie a été vendu le 3 septembre 2007. Le Village Green Preservation Society est inclus comme bonus track.
2008 a vu la sortie de Sweet Bells, un album de chants de Noël traditionnels interprétés de façon généralement de bon goût par Kate Rusby.

## Vie privée
En août 2001, Kate se marie avec un violoniste écossais qui est aussi son collègue membre du groupe John McCusker (anciennement de la Battlefield Band), qui a produit la plupart de ses enregistrements dont The Girl Who Couldn't Fly. Ils ont depuis divorcé.
Kate vie maintenant avec son mari Damien O'Kane et son chien Doris, lui-même un élément pivot de plaisanteries au cours de ses concerts.
Leur premier enfant, Daisy Delia Rusby O'Kane est né à 9h45 le 15 septembre 2009.
Kate et Damien se sont mariés le 12 juin 2010.

## Discographie

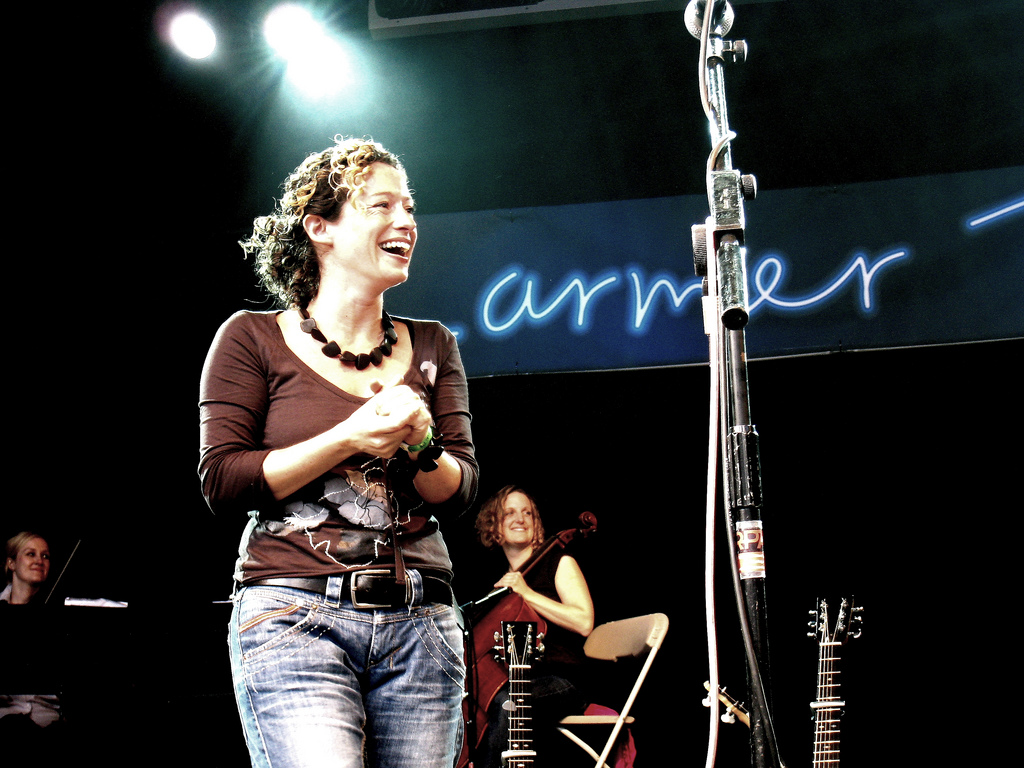
Kate Rusby au "Larmer Tree Festival" en 2008

### Albums solo
- Hourglass (Kate Rusby album)|Hourglass (1997)
- Sleepless (Kate Rusby album)|Sleepless (1999)
- Little Lights (2001)
- 10 (2002)
- Heartlands (2003)
- Underneath the Stars (2003)
- The Girl Who Couldn't Fly (2005)
- Awkward Annie (2007)
- Sweet Bells (2008)
- Make the Light (2010)
- White Mortals Sleep (2011)
- 20 (2012)
- Ghost (2014)
- The Frost Is All Over (2015)
- The Mark Radcliffe Folk Sessions (2015)
- Life In A Paper Boat (2016)
- Angels And Men (2017)
- Philosophers, Poets & Kings (2019)
- Holly Head (2019)
- Hand Me Down (2020)

## Récompenses

### Mercury Music Prize
- 1999: Sleepless  — nominated>

### BBC Radio 2 Folk Awards
- 2000: Folk Singer of the Year — winner[1]
- 2000: Best Album: Sleepless — winner[1]
- 2002: Best Original Song: "Who Will Sing Me Lullabies" — winner[1]
- 2006: Best Original Song: No Names (avec Roddy Woomble (en) d'Idlewild) — nominated
- 2006: Best Album: The Girl Who Couldn't Fly — nominated
- 2006: Best Live Act — winner[2]